# Прогрес (1899 – 1901)
Вижте пояснителната страница за други значения на Прогрес.
„Прогрес“ с подзаглавие Народен орган за защита на интересите на Отоманската империя е български двуседмичен вестник, излизал в Цариград от 1899 до 1901 година. Директор и притежател е Т. Маврагани. Печата се в собствената печатница „Прогрес“.
| Годишнина | Броеве | Дата                               |
| --------- | ------ | ---------------------------------- |
| I         | 1 – 71 | 10 септември 1899 – 20 юли 1900    |
| II        | 1 – 24 | 11 септември 1900 – 22 януари 1901 |

От I 27 подзаглавието му е Народен вестник за политика, търговия, литература и разни научни и обществени въпроси. „Прогрес“ е на консервативни позиции. Редактор е Владимир Йотов. Рубриките му са „Вътрешни новини“, „Външни новини“, „Разни“, „Телеграми“, „Политически отдел“, „Търговски отдел“, „Хроника“.